# Кожле (крепост)
Кожле или Маркови кули (на македонска литературна норма: Кожле, Маркови кули) е средновековна византийска гранична крепост на около 1,6 km източно от съвременното село Кожле, днес в Северна Македония.

## Местоположение
Маркови кули се намира на 1,6 km източно от Кожле и на 1,2 km южно от Летевци, на 3 km преди устието на Пчиня във Вардар. Представлява тесен и издаден скалист рид със стръмни страни в теснината на Пчиня, около който реката върти голяма дъга. Издига се на 70 m над реката. Малка седловина от източната страна го отделя от по-високите планини; днес през тази седловина минава магистралата от Скопие до Велес. На това място реката я пресича стара пътека, свързващ двете древни трасета на Вардарската магистрала - по които днес вървят водят две еднопосочни магистрали - западно и източно от Маркови кули.

## История

### Античност
На седловината източно от Маркови кули ерозията е разкрила редица стари гробове — от късноримската и желязната епоха. През късната античност на това място е построен граничен кастел, контролиращ двете трасета на пътя по Вардар. През тази труднопроходима позиция е прекарана гранична линия между провинциите Македония и Горна Мизия, а крепостта е пазила граничните пунктове.

### Средновековие
През Средновековието е построена изцяло нова крепост. Ядрото ѝ е на най-високото място и има неправилна овална форма с вход в източния край, защитен от масивна кула. Това ядро и кулата идват от най-старата строителна фаза, вероятно от края на ΧΙΙ и ΧΙΙΙ век. Друга кула, вградена в западната стена, е с тясна правоъгълна основа и датира от следващата, II строителна фаза, както и стената до нея, от края на ΧΙΙΙ или ΧΙV век. Вътре в стената е била господарската къща, чийто сутерен е опрян на южната стена. Представлява трапезария (рицарска зала) с размери 24 х 6 m. Срещу него се издигала друга сграда. Цялото оформление на обновеното ядро определя това място като феодален замък.
На склона северно и източно от замъка се простира стопанската част, също укрепена с хоросанова стена във фаза II. Тя е с размери 153 х 55 m, като издадените ъгли на западната, югозападната и североизточната част са били укрепени с кули. Кулите са с неправилни основи и много слаби стени, характерни за това време. Източната стена, обърната към седловината и най-лесно уязвима, е укрепена с предзид и с още една кула и полукула. На полукулата се виждат части от по-старата и по-младата стена, с която крепостта е разширена на изток (III строителна фаза). Тук е запазена част от стария зид с оригиналния венец (обход и парапет), интегриран странично в предната част на полукулата. И в северната част има няколко големи модификации под формата на три успоредни стени и две зазидани порти (фаза III). Тази крепост е една от най-добре запазените сгради от XIII - XIV век в Северна Македония, по която може да се проследи развитието на тогавашния начин на строене.
Крепостта Кожле е спомената в сръбските църковни наредби от времето на Стефан Душан. Управлявана е от кефалия, което означава, че е държавна (царска). До 1230 година когато сърбите завладяват граничните византийски крепости Кале при Велес, Хисар при Црешка, Хисар при Щип и Просек, Кожле е сръбска гранична крепост към Византия. По времето на управлението на Стефан Душан крепостта граничи с феодалния имот на църквата „Свети Никола“ над Кожле. Църквата е издигната на 1 km южно от крепостта.